# Аревало, Эйдер
Эйдер Орландо Аревало Труке (исп. Éider Orlando Arévalo Truque; род. 9 марта 1993, Богота) — колумбийский легкоатлет, специалист по спортивной ходьбе. Выступает за сборную Колумбии по лёгкой атлетике с 2010 года, чемпион мира, победитель Игр Центральной Америки и Карибского бассейна, серебряный призёр чемпионата Южной Америки, действующий рекордсмен страны в ходьбе на 20 км, участник трёх летних Олимпийских игр.

## Биография
Эйдер Аревало родился 9 марта 1993 года в Боготе, Колумбия.
Впервые заявил о себе в лёгкой атлетике на международном уровне в сезоне 2010 года, когда вошёл в состав колумбийской национальной сборной и выступил на чемпионате Южной Америки в Кочабамбе, где в состязании юношей на 10 км превзошёл всех соперников и завоевал золотую медаль. Также в этом сезоне одержал победу среди юниоров на Кубке мира по спортивной ходьбе в Чиуауа, был лучшим на юношеском южноамериканском первенстве в Сантьяго. Принимал участие в летних юношеских Олимпийских играх в Сингапуре — являлся знаменосцем Колумбии на церемонии открытия, но в своей дисциплине 10 000 метров сошёл с дистанции.
В 2011 году победил на Панамериканском кубке в Энвигадо, на юниорском панамериканском первенстве в Мирамаре и на юниорском южноамериканском первенстве в Медельине.
В 2012 году был лучшим среди юниоров на чемпионате Южной Америки в Салинасе и на Кубке мира в Саранске, выиграл юниорское мировое первенство в Барселоне. Благодаря череде удачных выступлений удостоился права защищать честь страны на летних Олимпийских играх в Лондоне — в ходьбе на 20 км с результатом 1:22:00 закрыл двадцатку сильнейших.
В 2013 году выиграл серебряную медаль на чемпионате Южной Америки в Картахене, тогда как на чемпионате мира в Москве сошёл с дистанции.
В 2014 году победил на Южноамериканских играх в Сантьяго, был дисквалифицирован на Кубке мира в Тайцане, получил серебро на Играх Центральной Америки и Карибского бассейна в Веракрусе — уступил здесь только мексиканцу Орасио Нава.
На чемпионате мира 2015 года в Пекине с результатом 1:21:13 финишировал седьмым. На Панамериканских играх в Торонто стал пятым.
Выполнив олимпийский квалификационный норматив (1:24:00), благополучно прошёл отбор на Олимпийские игры 2016 года в Рио-де-Жанейро — в ходьбе на 20 км показал результат 1:21:36, расположившись в итоговом протоколе соревнований на 15-й строке.
После Олимпиады в Рио Аревало остался действующим спортсменом на ещё один олимпийский цикл и продолжил принимать участие в крупнейших международных стартах. Так, в 2017 году он триумфально выступил на чемпионате мира в Лондоне — здесь в ходьбе на 20 км с ныне действующим национальным рекордом Колумбии 1:18:53 превзошёл всех соперников и завоевал золото.
В 2018 году в дисциплине 20 км одержал победу на Играх Центральной Америки и Карибского бассейна в Барранкилье.
На Панамериканских играх 2019 года в Лиме сошёл с дистанции. На чемпионате мира в Дохе не смог выступить из-за травмы.
Преодолев олимпийский квалификационный норматив (1:21:00), выступил на Олимпийских играх 2020 года в Токио — в ходьбе на 20 км показал результат 1:24:10 и занял итоговое 18-е место.